# Diane Middlebrook
Œuvres principales
Anne Sexton: A Biography (1992), Suits Me : Double Life of Billy Tipton (1999), Her Husband: Hughes and Plath - A Marriage (2004), Young Ovid: A Life Recreated (2008)
Diane Helen Wood Middlebrook (16 avril 1939-15 décembre 2007), est une enseignante du genre, poétesse et biographe américaine.
Elle a enseigné les études féministes pendant de nombreuses années à l'université Stanford, où elle dirige de 1977 à 1979, l'un des premiers Centre de recherche sur les femmes et le genre. Elle est surtout connue pour ses biographies des poétesses Anne Sexton et Sylvia Plath (en collaboration avec Ted Hughes) et du musicien de jazz Billy Tipton. À sa mort, elle laisse une biographie non achevée du poète latin Ovide, finalement publiée en 2008.

## Biographie
Diane Helen Wood est née à Pocatello dans l'Idaho. Elle est l'aînée d'une famille de trois filles. En 1945, la famille déménage à Spokane, dans l'État de Washington.
Très jeune, elle exprime à ses proches son envie de devenir une auteure et poétesse publiée, mais sa famille ne l'encourage pas dans cette voie. Elle entre au Whitman College de Walla Walla, avant d'intégrer l'université de Washington à Seattle. En 1961, elle est diplômée d'un bachelor en arts. En 1966, elle commence sa carrière dans l'enseignement par un poste de professeure adjointe d'anglais à l'université Stanford. En 1968, elle obtient son doctorat de l'université Yale. Sa thèse de doctorat porte sur une étude combinée du poète américain Wallace Stevens et de l'essayiste, philosophe et poète Walt Whitman. Son conseiller en doctorat est le critique et écrivain américain Harold Bloom.   
De son second mariage avec Jonathan Middlebrook, elle hérite de son nom de plume. Elle est la mère de Leah Middlebrook, professeure adjointe de littérature comparée et de langues romanes à l'université de l'Oregon.   
En 1977, elle rencontre le scientifique Carl Djerassi, également connu comme le « père de la pilule. » Il devient professeur émérite de chimie à l'université Stanford. Le couple se marie en 1985. En 2002, après avoir mis un terme à sa carrière dans l'enseignement, elle persuade son époux d'en faire autant. Il devient auteur d'œuvres théâtrales et d'ouvrages de fiction. Ils partagent alors leur vie entre leurs maisons de Londres et de San Francisco.   
Diane Middlebrook est morte d'un cancer, le 15 décembre 2007 à San Francisco.    

## Carrière professionnelle

### Enseignement et recherches sur le genre
Diane Middlebrook commence sa carrière d'enseignante à Stanford en tant que professeure adjointe en 1966. Elle occupe successivement le poste de professeure d'université puis de doyenne. Son enseignement porte sur les études féministes. Elle est présidente du programme d'études féministes de l'université de 1985 à 1988. En 2002, elle démissionne pour se consacrer entièrement à l'écriture. Elle est alors professeure émérite.
Parallèlement à ses cours, elle intègre le nouveau Centre de recherche sur les femmes de Stanford, l'un des premiers centres axé sur la question du genre dans les années 1970, devenu depuis l'Institut Clayman pour la recherche sur le genre. Elle dirige l'établissement de 1977 à 1979. Selon elle, elle doit alors cette nomination à son sexe et à sa disponibilité. Elle est remarquée pour la diversité de ses sujets d'étude, du poète latin Ovide à la rappeuse américaine Queen Latifah.
Au cours de sa carrière dans l'enseignement, elle est lauréate des bourses du National Endowment for Humanities, du Bunting Institute du Radcliffe College, du Centre d'études de lettres de Stanford, de la Fondation- John Simon Guggenheim et du Centre d'études Rockefeller de Bellagio. Elle est la  fondatrice du programme Djerassi Resident Artists, un centre d'arts interdisciplinaires situé dans les montagnes de Santa Cruz. 
Diane Middlebrook a reçu les honneurs de l'université Stanford à deux reprises pour son engagement dans l'enseignement avec The Dean's Award en 1977 et le prix Walter J. Gores en 1987. Elle est également titulaire du prix du service Richard W. Lyman.  

### Écriture biographique
Diane Middlebrook est âgée de 41 ans lorsqu'elle reçoit une invitation du domaine de la famille de Sexton pour écrire une biographie sur Anne Sexton. Par le passé, elle a dirigé deux recueils de poésie dédiés aux travaux de la poétesse. Dans l'écriture, elle utilise les bandes des séances de psychanalyse de l'auteure avec la permission de la fille d'Anne Sexton et de son psychiatre, soit près de 300 heures de conversations. Cependant, cette récupération d'informations créée la controverse et ouvre publiquement la question de la transmission des dossiers des patients à la suite de leur décès. Le livre reçoit une médaille d'or, dans la catégorie non-fiction, du Commonwealth Club of California. Devenu l'un des New York Times bestseller, il est finaliste du prix National Book Award. 
Elle justifie son choix d'écriture biographique par ces termes : « L'une des raisons pour lesquelles j'aime travailler sur les biographies est que l'écriture n'est jamais précipitée. Vous n'avez pas à travailler rapidement. Les gens vont rester morts. ». En 1999, le best-seller Suits Me : Double Life of Billy Tipton, revient sur le parcours de la musicienne de jazz Billy Tipton, qui a vécu toute une vie professionnelle et privée en tant qu'homme. Dans la biographie Her Husband : Hughes and Plath, publié en 2004 chez Little, Brown & Company, elle soutient que le mariage explosif des poètes Sylvia Plath et Ted Hughes était vital à la qualité de leurs productions,. En 2006, la traduction française remporte le prix du Meilleur Livre étranger.
Les critiques littéraires témoignent de son ouverture et d'une écriture biographique honnête mais parfois brutale. Pour l'auteure : « Plus nous connaissons chacun des autres êtres humains dans le monde, mieux nous sommes. Il est vrai qu'il est très pénible d'être exposé à la curiosité des gens. Mais cette situation est douloureuse d'une manière qui ne peut que conduire à la connaissance de soi, car au fond, ce n'est vraiment pas grave. »
En 2004, Diane Middlebrook est élue membre de la Royal Society of Literature et nommée membre honoraire du Christ's College de Cambridge.
À sa mort, elle laisse un ouvrage inachevé sur la vie du poète latin Ovide. Lorsqu'on l'interroge sur ce choix de sujet, elle répond : « Pas de domaine, pas de psychothérapie, pas d'entrevue, pas d'histoire, je l'ai simplement inventé. » Alors qu'il n'existe aucun dossier historique sur la vie du poète, elle ne peut se référer qu'à ses textes pour en écrire l'histoire. Le livre est édité une première fois en 2008 par les éditions Viking, afin de marquer le 2000e anniversaire du bannissement d'Ovide de Rome et son achèvement des Métamorphoses. 

### Poésie
En 1983, elle édite son seul recueil de poèmes Gin Considered a Demon. Par la suite, elle dirige différentes anthologies et travaux de recherches consacrés à la poésie tels Worlds in Words : Understanding Modern Poems en 1980 et Coming to Light : American Women Poets in the Twentieth Century publié par l'université du Michigan en 1985. Outre ses livres, Diane Middlebrook publie de nombreux articles et anthologies autour des poèmes d'Anne Sexton, Sylvia Plath, Ted Hugues, Robert Lowell ou Philip Larkin. Elle a également examiné une grande variété de livres sur des sujets allant de l'histoire d'Helen Keller au développement de vêtements modernes.

## Engagements féministes
Diane Middlebrook poursuit ses recherches sur les études du genre jusqu'à son décès en 2007. Parallèlement, elle organise des salons pour les femmes écrivains et artistes à San Francisco, ainsi qu'un groupe de discussion en ligne pour les anciens de l'université Stanford : « Les femmes ont de sujets de conversation qui leur sont propres. Tous ceux qui participent à ces discussions le font sur une base d'égalité. »

## Publications

### Recueils de poésie
- Walt Whitman and Wallace Stevens, Cornell University Press, 238p, 1974,  (ISBN 0801408326)
- Worlds into Words : Understanding Modern Poems, W. W. Norton & Company, 139p, 1980,  (ISBN 0393009602)
- Gin Considered As a Demon, Elysian Pr, 1983,  (ISBN 0941692043)
- Coming to Light : American Women Poets in the Twentieth Century, Diane Middlebrook, Marilyn Yalom, The University of Michigan Press, 288p, 1985,  (ISBN 047208061X)
- The Selected Poems of Anne Sexton, Compilation des poèmes par Diane Middlebrook et Diana Hume George, Virago Press Ltd, 196p, 1991,  (ISBN 1853814164)
- Plath : Poems, Sylvia Plath, Compilation des poèmes par Diane Middlebrook, Everyman's Library, 256p, 1998,  (ISBN 0375404643)
- Love Poems, Anne Sexton, Compilation des poèmes par Diane Middlebrook, Mariner Books, 80p, 1999,  (ISBN 039595777X)

### Biographies
- Anne Sexton: A Biography, Vintage, 528p, 1992,  (ISBN 0679741828)
- Suits Me : Double Life of Billy Tipton, Virago Press Ltd, 352p, 1999,  (ISBN 1860497632)
- Her Husband : Hughes and Plath - A Marriage, Little, Brown & Company, 384p, 2004,  (ISBN 0316859923)
- Young Ovid: A Life Recreated, Counterpoint, 272p, 2015,  (ISBN 1619023318)

## Distinctions
- 1977 : The Dean's Award
- 1987 : prix Walter J. Gores
- 2004 : membre de la Royal Society of Literature
- 2004 : membre honoraire du Christ's College